# La Fosse aux Lions
Pour les articles homonymes, voir La Fosse aux lions (homonymie).

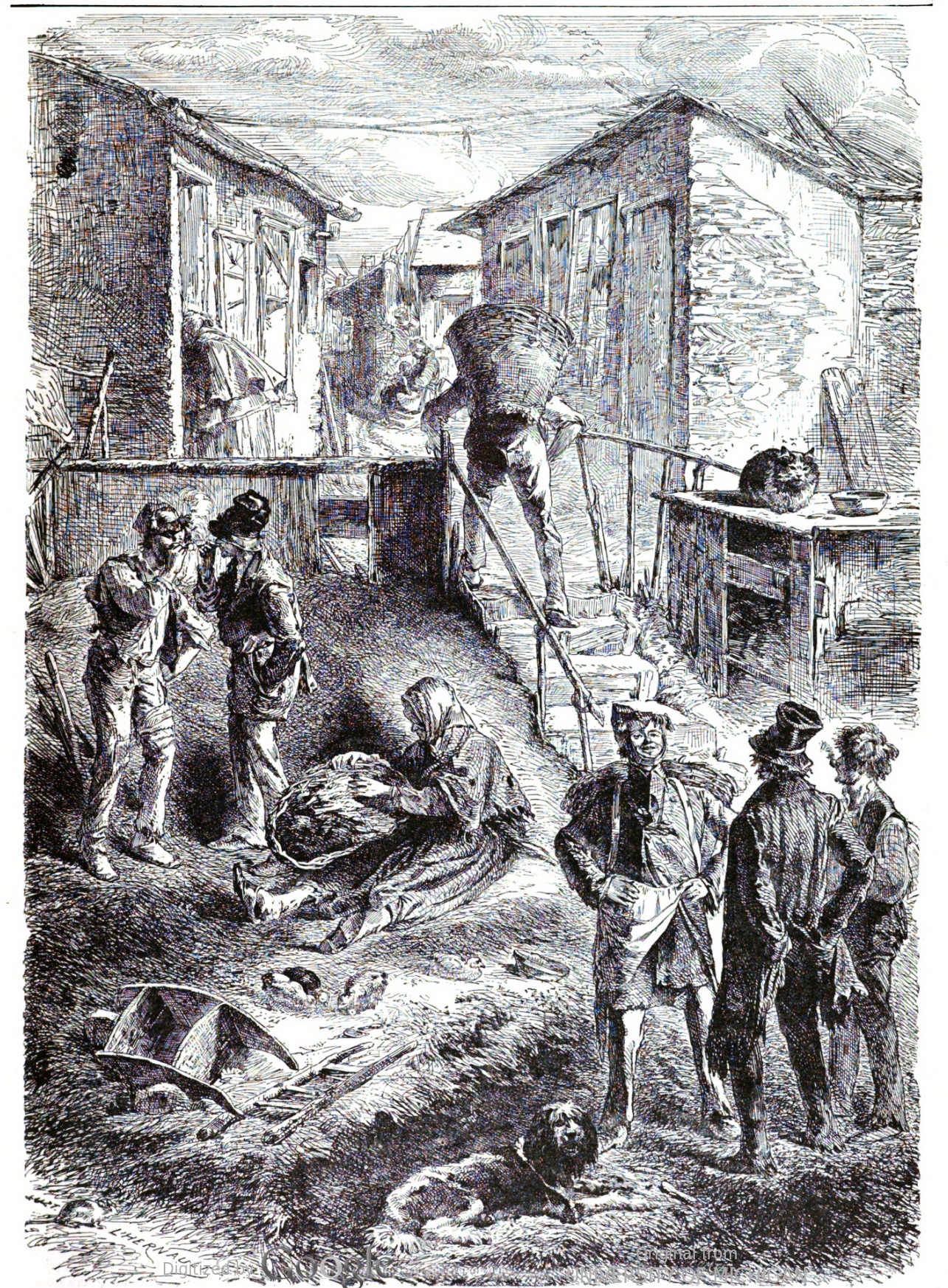
Les occupants de la Fosse aux Lions en 1863.

La Fosse aux Lions était un terrain vague se développant sur une carrière à ciel ouvert abandonnée, situé entre les actuels boulevard Saint-Jacques et rue Cabanis à Paris.

## Toponymie
Le nom donné au vide de cette carrière est une référence à l'épisode biblique de « Daniel dans la fosse aux lions » relaté dans le Livre de Daniel. Le site prit ce nom du fait que dans cette fosse furent organisés des « combats de bêtes féroces », selon le mot d'Héricart de Thury.
Alain Faure signale que d'autres lieux de sinistre réputation portaient ce nom à Paris, notamment une des cours de la prison de la Force et un hôtel sordide de la rue Sainte-Marguerite. Un célèbre cabaret de la rue du Pas-de-la-Mule, de fréquentation plus convenable, portait également ce nom au XVIIe siècle.
Pour Charles Virmaître, les anciens prisonniers de la Force se retrouvaient dans ce terrain vague et donnèrent, au lieu, le nom de la cour Saint-Bernard, surnommée la Fosse-aux-lions en raison de son aspect sordide.

## Situation

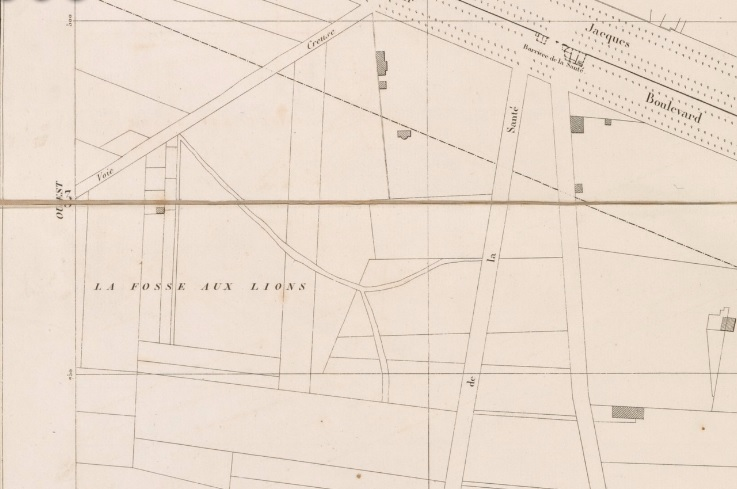
La Fosse aux Lions sur l'atlas de Jacoubet, vers 1830.

La carrière se trouvait au fond de l'impasse Cabanis, disparue, qui donnait sur le no 18 de la rue Cabanis, dans l'actuel 14e arrondissement de Paris, à flanc de coteau de la vallée de la Bièvre. Par la suite, l'accès à la Fosse aux Lions se faisait par le 17, boulevard Saint-Jacques. Elle se trouvait à proximité de la barrière Saint-Jacques qui porta d'ailleurs parfois le nom de « barrière de la Fosse-aux-Lions ».

## Historique

### La carrière
La carrière a été exploitée jusqu'au Moyen Âge, à une date non précisément établie par Héricart de Thury dans ses recherches, d'abord à ciel ouvert, puis par cavage en direction de l'ouest. Après l'abandon de l'exploitation, le terrain dépendit de la ferme Sainte-Anne, appartenant aux Hospices de Paris. Les carriers du faubourg Saint-Jacques et de la Tombe-Issoire se sont servis de cette bouche de cavage pour sortir leurs pierres au moyen de voitures pendant des siècles.

### La fosse
L'abbé Isidore Mullois rapporte que dans la première moitié du XIXe siècle les écoliers des collèges et des pensionnats du faubourg Saint-Jacques prenaient leur récréation sur ce terrain enherbé, avant que des chiffonniers et des saltimbanques n'y élisent domicile. Leurs compétences étaient variées : mangeurs de filasse, avaleurs de sabre, diseurs de bonne aventure, montreurs de « nains qui parlent dix langues en français ».
En 1815, Héricart de Thury, alors inspecteur général des carrières de la Seine, en plein aménagement des catacombes et repris le projet émis un an auparavant par Delpine, sous-ingénieur à l'inspection des carrières, d'établir là l'entrée officielle de l'ossuaire. Une allée de cyprès de 200 m de long et une chapelle pour les cérémonies funéraires en faisaient partie. Il ne fut jamais mis en œuvre et c'est par des escaliers que se fait aujourd'hui encore l'accès au musée.
En forme d'amphithéâtre, le trou servait aussi de lieu de rassemblement et de réunion pour la population. Ainsi, une assemblée d'ouvriers filateurs de coton du faubourg Saint-Marcel grévistes s'est réunie en juin 1833 dans la Fosse aux Lions afin de se concerter sur les moyens à prendre pour obtenir l'augmentation de salaire qu'ils réclamaient, sous l'étroite surveillance de la police. Les soldats casernés dans les alentours avaient pour coutume de régler là leurs différends. Le trou formé par la carrière, du fait qu'il donnait accès aux carrières souterraines, était un repaire de vagabonds et de truands.

### Le terrain vague

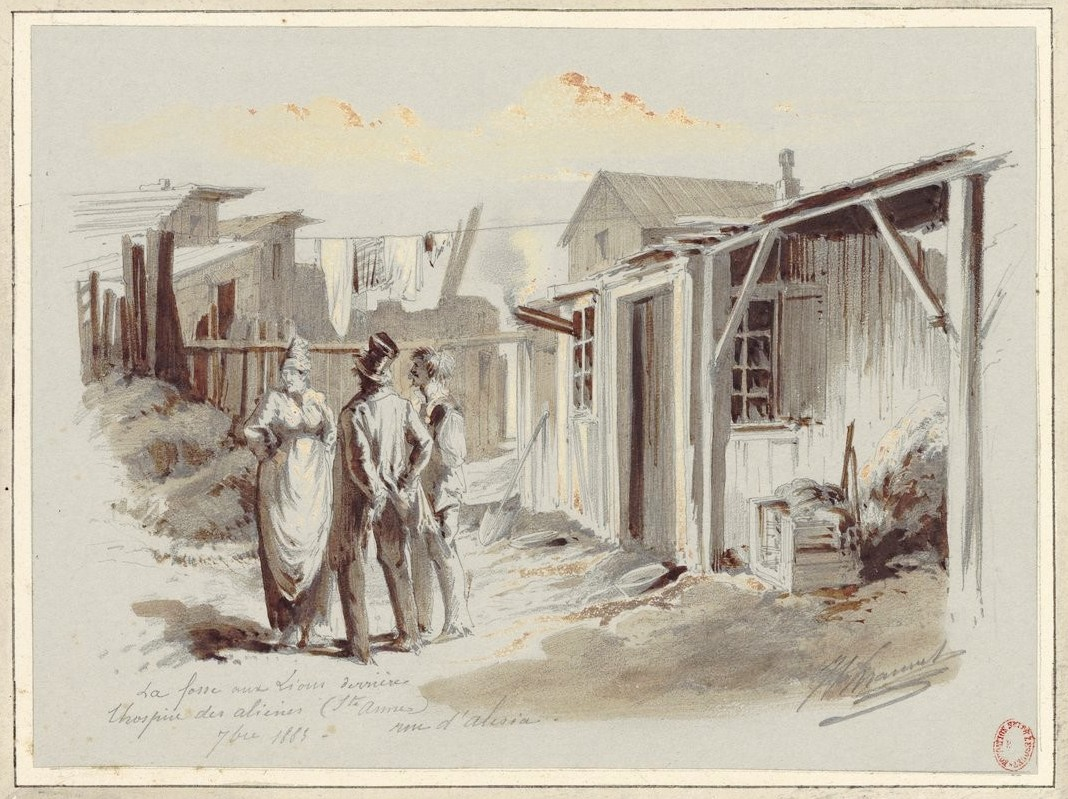
Dessin représentant les occupants de la Fosse aux Lions en 1883, reprenant la scène de la gravure de L'Hernault, notamment le personnage central.

L'administration des hospices entreprit d'aménager le quartier au début des années 1850. Dans le but de délimiter par le nord le nouvel asile clinique des aliénés (devenu centre hospitalier Sainte-Anne) projeté à la place de la ferme Sainte-Anne, il est alors décidé d'ouvrir la rue Cabanis. L'administration hospitalière signa avec un entrepreneur un bail décennal engageant ce dernier à combler et niveler le terrain. La fosse fut remblayée entre 1853 et 1855 et la bouche de cavage ainsi fermée. La partie nord de la rue resta sans affectation. Jouissant des lieux encore sept ans, l'entrepreneur décida de les louer et des habitations précaires s'y établirent, faites de cabanes et peuplées des miséreux qui toujours trouvèrent refuge en cet endroit. « Quelles habitations ! tout entre dans la construction depuis la pierre jusqu'à la vieille toile et aux chiffons ; il y a des maisons qui ont des fenêtres qui furent jadis des fenêtres d'hôtels, des fenêtres d'églises, et il y en a qui n'ont pas du tout de fenêtres ; quelques-uns habitent un appentis ouvert à tous les vents », décrit l'abbé Mullois. L'insalubrité y est criante. La commission d'hygiène du 14e arrondissement relève en 1861 que dans la cabane au no 1 de la cité, qui mesure 8 m2 et 1,80 m de haut, est habitée par huit occupants.
Les emplacements étaient loués par des entrepreneurs devenant à leur tour bailleurs, offrant à leur tour des baux précaires, à des preneurs qui sous-louaient parfois une pièce ou un coin de leur taudis. « La Fosse aux Lions, comme toutes les cités précaires, reproduisait la condition du locataire pauvre dans les maisons ordinaires, et sans doute en plus âpre avec ces dépendances en chaîne et des rapports humains à nu, sans aucune protection du faible », écrit Alain Faure. Malgré la précarité, la Fosse aux Lions offrait une demeure abordable aux vagabonds chassés du centre du Paris par les travaux haussmanniens, et aux ouvriers provinciaux que ces derniers attiraient en nombre. La Fosse est alors occupée par une petite centaine de « maisons » et héberge plusieurs centaines de personnes. La pauvreté n'empêchait pas l'ironie et les habitants de ce cloaque en nommèrent les allées « rue de la Paix », « rue de Rivoli », et les cabanes « hôtel du Louvre », « hôtel des Ambassadeurs », etc. L'hebdomadaire L'Illustration compare en 1863 la Fosse aux Lions à la cour des Miracles, le repaire des brigands de Paris sous l'Ancien Régime.
Le bail ne fut pas renouvelé à son échéance, en 1862, mais une partie du terrain vague continua à être occupé par des bidonvilles dans la seconde moitié du XIXe siècle, avec pour seul accès le 18, rue Cabanis, formant la voie qui finit par porter les noms « cité Cabanis », puis « impasse Cabanis ». Cette voie en cul-de-sac fut supprimée en 1909 à l'occasion de la réaffectation du lieu.

### La construction
À la fin du XIXe siècle, la plus ancienne des deux fabriques parisiennes de lits A. Pardon s'y installa entre les nos 7 et 19 du boulevard Saint-Jacques. Celle-ci y fabriquait au départ des « lits en fer creux émaillés au feu », avant d'élargir sa gamme allant des meubles en fer aux articles de jardin en passant par des urnes électorales, des appareils de chauffage et du matériel pour hôpitaux. Vers 1905, l'usine employait 200 personnes.
En 1925, les locaux furent repris par La Samaritaine qui y installa un entrepôt. C'est sur cet emplacement qu'a été élevé en 1969 l'hôtel PLM Saint-Jacques, qui porte le nom Paris Marriott Rive Gauche depuis 2007.